# Kulturgeschichte
Als Kulturgeschichte bezeichnet man die Geschichte des geistig-kulturellen Lebens, der Zivilisation, und deren Erforschung und Darstellung.

## Begriff und Gegenstandsbereich
Elemente der Kulturgeschichte sind u. a. die Familie, die Sprache, das Brauchtum, die Religion, die Kunst und die Wissenschaft. Die Kulturgeschichte beruht auf einem weiten Quellenbegriff, der z. B. auch „Alltagsquellen“ beinhaltet.
Die Kulturgeschichte befasst sich nicht direkt mit der politischen Geschichte oder Staatsgeschichte. In der Kulturgeschichte ist die Angabe genauer Zeitpunkte weniger relevant als in der politischen Geschichtsschreibung.
Der Begriff Kulturgeschichte geht auf das 18. Jahrhundert zurück und fußt im Glauben der Aufklärung (Voltaire) an die ständig fortschreitende kulturelle Entwicklung der Menschheit. In der deutschen Romantik (Johann Gottfried Herder) sah man jedes unbewusste Schaffen als Teil der Kulturgeschichte und erkannte in ihm den Ausdruck eines „Volksgeists“. Das 20. Jahrhundert führte zu einer Kulturphilosophie mit Vertretern wie Arnold J. Toynbee und Oswald Spengler, die ihre Erkenntnisse aus einer vergleichenden Kulturgeschichte der Völker entwickelten. Alfred Weber entwickelte die Kulturgeschichte mehr in Richtung der Geistesgeschichte zur Kultursoziologie.

## „Neue Kulturgeschichte“ in der Geschichtswissenschaft
Unter Kulturgeschichte werden in der Geschichtswissenschaft sehr unterschiedliche Konzepte verstanden. Zum einen gibt es Historiker, die unter „Kulturgeschichte“ bestimmte Forschungsgegenstände verstehen, die in der Regel von der politischen Geschichte abgegrenzt werden. Zum anderen wird in jüngerer Zeit von Historikern wie Ute Daniel, Barbara Stollberg-Rilinger oder Thomas Mergel ein Kulturgeschichtsbegriff vertreten, der sich nicht auf bestimmte Gegenstände bezieht.
In den 1980er Jahren entstand innerhalb der Sozialgeschichte eine kritische Forschungsrichtung, die insbesondere die „Suche nach sozialen, politischen und vor allem ökonomischen Determinanten/Faktoren und den daraus erklärbaren langfristigen Prozessen“ als „eurozentrische Fortschrittsgeschichte“ ablehnte. In dieser „sozial-, politik- oder wirtschaftsgeschichtlich ausgerichteten Struktur- und Prozessgeschichte“ komme die „kulturelle Kreativität der Menschen in der Gestaltung ihrer Lebenszusammenhänge“ nicht ‚angemessen‘ zum Tragen. So wurde mit einer „neuen Kulturgeschichte“ (New Cultural History) das Forschungsinteresse auf „symbolische Formen der Vergangenheit“ gelenkt wie „Zeichen, Metaphern, politische Sprachen, kollektive Repräsentationen oder Rituale“. Die Übergange zur Sozialgeschichte sind daher in der Praxis fließend.
Es geht dieser neuen Kulturgeschichte also darum, eine bestimmte, eben kulturgeschichtliche, Perspektive nicht nur auf hochkulturelle Gegenstände zu richten. Auf diese Weise wird der Anspruch erhoben, gerade auch Gegenstände auf kulturgeschichtlichem Weg zu erforschen, von denen sich die traditionelle Kulturgeschichtsschreibung immer deutlich abgrenzte, wie der Politik und dem Recht. Im Zentrum einer kulturgeschichtlichen Analyse des Politischen und Rechtlichen stehen im Gegensatz zur traditionellen Politikgeschichte die kommunikativen Prozesse gerade auch im Alltagsleben. Aus kulturgeschichtlicher Perspektive sind politische und rechtliche Institutionen keine objektiven Gegebenheiten mit rationaler Struktur, sondern Kondensate kommunikativ erhobener, anerkannter oder zurückgewiesener Geltungsansprüche. Kommunikation wird dabei als Zeichenaustausch verstanden, weswegen besonders elaborierte Zeichen – Symbole, Rituale oder Zeremonien – für die neue Kulturgeschichte eine prominente Rolle spielen. Denn Text- und Symbolquellen eröffnen keinen objektiven Blick auf die Tatsachen der Geschichte, sondern liefern lediglich Hinweise auf die sprachliche Kommunikation der Vergangenheit. Dieser als Linguistic Turn (Linguistische Wende) in die Geschichtswissenschaft eingegangener Paradigmenwechsel basierte auf der Auffassung, dass auch „soziale Lagen, Marktzwänge oder demografische Entwicklung ihrerseits als eigenständige Faktoren auf die semiotischen Praktiken der betroffenen Menschen einwirken“.